# Fusinus kobelti
Fusinus kobelti är en snäckart som först beskrevs av Dall 1877.  Fusinus kobelti ingår i släktet Fusinus och familjen Fasciolariidae. Inga underarter finns listade i Catalogue of Life.